# Ricardo Akinobu Yamauti
Ricardo Akinobu Yamauti (São Paulo, 22 de outubro de 1949 - Praia Grande, 3 de janeiro de 2021) foi um engenheiro civil, empresário e político brasileiro, tendo sido eleito prefeito da cidade de Praia Grande para o mandato de 1997 a 2000.

## Carreira
Vice-prefeito no primeiro mandato de Alberto Mourão, Ricardo Yamauti foi eleito seu sucessor nas eleições de 1996 com mais de 56 mil votos numa época em que o município possuía cerca de 150 mil habitantes. Esse percentual representava 79,5% dos votos (85% dos votos válidos), o maior percentual alcançado na região da Baixada Santista e um dos maiores do país.
Foi na sua gestão que aconteceu a reforma e ampliação da Biblioteca Presidente Médici, na época com 21.074 exemplares catalogados de acordo com o sistema de catalogação decimal Melvil Dewey (CDD).
Após a reforma a biblioteca passou também a ceder o espaço para apresentação de peças teatrais, encontro de poetas da Casa do Poeta Brasileiro de Praia Grande e diversas outras atividades culturais.
A principal crítica ao seu governo foi sobre a flexibilização de leis, como a criação da lei que permitia contratar professores e professoras autônomos, considerada como falta de responsabilidades cívica e social por ser inconstitucional, arrebatando dos trabalhadores direitos consagrados no tempo.
Além do executivo cariate, Ricardo Yamauti também foi Diretor Regional do Sindicato da Indústria da Construção Civil do Estado de São Paulo (SindusCon-SP) e Presidente da Agência Metropolitana da Baixada Santista (AGEM).

## Morte
Morreu em 3 de janeiro de 2021 aos 71 anos, vítima da COVID-19.